# Mikael Larsson (bågskytt)
Mikael Larsson, född 19 maj 1971, är en svensk bågskytt. Han deltog vid olympiska sommarspelen 1996.